# Osmia signata
Osmia signata är en biart som beskrevs av Wilhelm Ferdinand Erichson 1835. Osmia signata ingår i släktet murarbin, och familjen buksamlarbin. Inga underarter finns listade i Catalogue of Life.